# C.T. 스터드

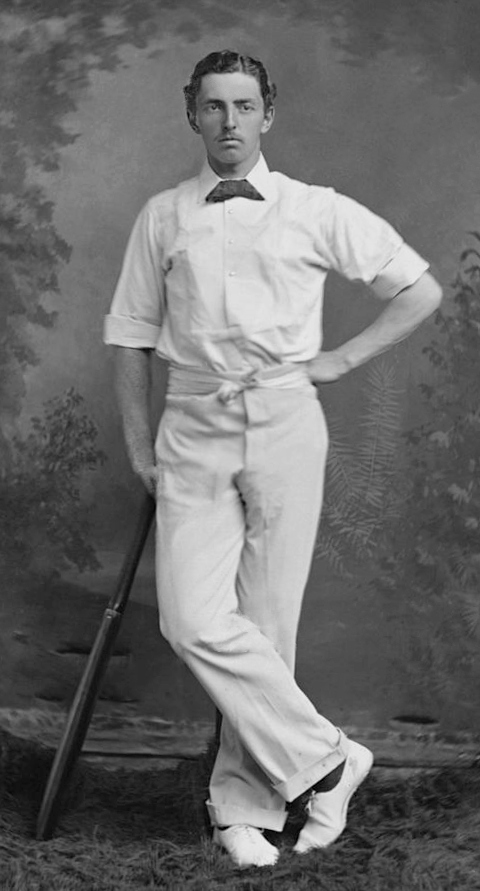

찰스 토머스 스터드(영어: Charles Thomas Studd)는 C. T. Studd로 알려져 있다.(2 December 1860 – 16 July 1931) 그는 삼 형제 중 막내로 태어났고 케임브리지 대학 크리켓 선수로 영국에서 유명했다. 1875년 찰스 스터드가 15살 때 인도 무역으로 거부가 된 그의 아버지가 D.L. 무디의 설교를 듣고 회심하면서 다음 해 그도 그리스도인이 되었다. 하지만 그의 형 죠지가 위독하게 되면서 세상의 명예와 찬사에 의구심을 갖게 되었고 무디 목사의 설교를 들으며 자신의 진로를 고민하게 되었다.
대학 졸업 후 그는 허드슨 테일러와 함께 중국 복음화를 위해 일하기로 했고 1885 다른 캠브리지 여섯 명과 함께 중국으로 떠나면서 ‘케임브리지 7인’(스탠리 P 스미스, M 비우챔프, 윌리엄 W 캐슬스, 닥슨 E 호스트, 아서 T 폴힐터너, 세실 H 폴힐터너 등)으로 알려지게 되었다. 찰스는 1888년 중국에서 구세군 선교사로 온 아일랜드 여인 프리실라 스튜워트(Priscilla Stewart)와 결혼해 2남 4녀를 낳았다. 아버지가 돌아가시고 받은 막대한 유산을 무디신학교와 고아의 아버지 죠지 뮬러 그리고 구세군 사업에 기부하였다. 1894년 건강이 악화하여 영국으로 돌아와 미국과 유럽 대학 순회 집회를 했고 1900년 아버지의 유언에 따라 인도 선교사로도 6년간 일했다.
찰스는 1908년 리버풀에서 “식인종들도 선교사를 기다린다?” 포스터를 보고 아프리카에 그리스도를 전하러 가는 사람이 없다는 것을 알게 되면서 53세가 되던 1913년 병으로 쇠약해진 몸으로 아프리카로 떠나 18년 동안 벨기에령 콩고에서 일했다. 1931년 7월 찰스 스터드는 71세로 콩고 아밤비에서 지병인 담석증으로 사망했고 이때 7천여 명의 아프리카인이 그의 장례에 참여했다. 그가 세운 ‘아프리카 심장 선교회(The Heart of Africa Mission)’는 1919년 세계복음화십자군(Worldwide Evangelization Crusade)으로 개명되었다가 1982년 WEC국제선교회(Worldwide Evangelization for Christ)로 명칭이 바뀌었다.
그가 남긴 유명한 좌우명으로는 다음과 같다.
“If Jesus Christ be God and died for me, then no sacrifice can be too great for me to make for Him.” 예수 그리스도가 하나님이시며 나를 위해 죽으셨다면 그분을 위한 나의 어떤 희생도 결코 크다고 할 수 없다.

"인생은 한번뿐이고 그것은 곧 지나가고 말 것이나, 그리스도를 위해 한 일은 영원할 것이다."

## 같이 보기
- 중국의 개신교 선교
- 중국의 기독교